# Behaviour
A Behaviour (az amerikai kiadásokon Behavior.) című stúdióalbum a Pet Shop Boys nevű brit elektronikus zenét játszó együttes ötödik albuma. 1990. október 22-én jelent meg Angliában. A japán limitált kiadáshoz egy bónusz 3" CD is tartozott. A rajongók többsége szerint ez minden idők legjobb Pet Shop Boys-albuma. Szerepel az 1001 lemez, amit hallanod kell, mielőtt meghalsz című könyvben.
A Behaviour 2001-es digitálisan felújított újrakiadása (az első hat stúdióalbumot adták ki ekkor) a Behaviour/Further Listening, tartalmazott egy bónusz lemezt, amelyen az albumon szereplő számok remixei, az ezen időszakban kiadott B-oldalas számok, valamint korábban ki nem adott felvételek (szintén digitálisan felújított változatban) kaptak helyet.

## Az album dalai
A dalokat Lowe és Tennant szerezték.

### Eredeti album
1. Being Boring – 6:48
2. This must be the place I waited years to leave – 5:30
3. To face the truth – 5:33
4. How can you expect to be taken seriously? – 3:54
5. Only the wind – 4:18
6. My October symphony – 5:18
7. So Hard – 3:56
8. Nervously – 4:06
9. The end of the world – 4:43
10. Jealousy – 4:47

### Japán 3" bónusz CD
1. Miserablism – 4:11
2. Bet she's not your girlfriend – 4:26
3. This must be the place I waited years to leave (extended mix) – 9:30

### Further Listening 1990-1991
B-oldalas számok és korabeli remixek
1. It Must Be Obvious – 4:26
2. So Hard (hosszabb dance változat) – 6:38
3. Miserablism – 4:07 [earlier fade out]
4. Being Boring (hosszabb változat) – 10:40
5. Bet she's not your girlfriend – 4:30
6. We all feel better in the dark (hosszabb változat) – 6:48
7. Where the Streets Have No Name/I Can't Take My Eyes Off You (hosszabb változat) – 6:46
8. Jealousy (hosszabb változat) – 7:58
9. Generic jingle – 0:14
10. DJ culture (hosszabb változat) – 6:53
11. Was it worth it? (12"-es mix) – 7:15
12. Music for boys (ambient mix) – 6:13
13. DJ culture (7"-es mix) – 4:26

## Közreműködők
- Neil Tennant
- Chris Lowe

### Vendégzenészek
- Dominic Clarke – programozás (minden szám) és műanyag cső a Being Boring-on
- J.J. Belle – gitár (Being Boring)
- Johnny Marr – gitár (This Must Be the Place I Waited Years to Leave és My October Symphony)
- Angelo Badalamenti – zenekarvezető és karmester a 2-es és 5-ös számon
- Alexander Balanescu – vonósnégyes vezetője a 6-os számon
- The Balanescu Quartet – vonósok a 6-os számon
- Jay Henry – háttérvokál a 6-os számon

## Kislemezek az albumról
- So Hard (1990. szeptember 24.)

A számhoz készült videót Eric Watson rendezte. A B-oldalas szám a It Must Be Obvious címet viseli és ebben hallható Neil első gitárszólója. Az USA CD maxi kiadásra felkerült a korábban a Disco albumon kiadott Paninaro(Italian Mix). A számhoz készített remixeket a KLF (ők a B-oldalashoz is) valamint David Morales, amelyek külön kiadványokon jelentek meg.
- Being Boring (1990. november 12.)

A számhoz készült videót a híres fotográfus/rendező Bruce Weber rendezte.
- How can you expect to be taken seriously? (1991. március 11.) csak az Amerikai Egyesült Államokban jelent meg
- Where The Streets Have No Name (I Can't Take My Eyes Off You) / How Can You Expect to Be Taken Seriously? (1991. március 11.) dupla a-oldalas kislemez
- Jealousy (1991. május 28.)